# Краљ Италије
Краљ Италије је титула, коју су преузели бројни владари након пада Западног римског царства. Међутим до 1871. године, ниједан краљ Италије није владао целим Апенинским полуострвом.

## Варварски краљеви Италије
Одоакар је 476. збацио последњег владара Западног римског царства. Византијски цар Зенон га је именовао војводом Италије, а Одоакар је себе звао краљем Италије. Теодорик Велики је 483. поразио Одоакара и започео је нову династију варварских краљева Италије. Остроготска власт над Италијом окончана је 553. када је Византија освојила Италију.

### Остроготи
- Теодорик Велики (476—526)
- Аталарик (526—534)
- Теодад (534—536)
- Витигес (536—540)
- Илдибад (540—541)
- Ерарик (541)
- Тотила (541—552)
- Теја (552—553)

Остроготско краљевство је освојила Византија.

### Лангобарди
Албоин предводи Лангобарде и 568. успостављају варварску државу у Италији.
- Албоин (568—572)
- Клеф (572—574)
- владавина војвода — десет година међупериода
- Аутари (584—590)
- Агилулф (591—616)
- Адалоалд (616—626)
- Ариоалд (626—636)
- Ротари (636—652)
- Родоалд (652—653)
- Ариперт I (653—661)
- Перкатарит и Годеперт (661—662)
- Гримуалд (662—671)
- Перктарит (671—688)
- Алахис (688—689) побуњеник
- Кунинцперт (688—700)
- Лиутперт (700—701)
- Рагинперт (701)
- Ариперт II (701—712)
- Анспранд (712)
- Лиутпранд (712—744)
- Хилдепранд (744)
- Рачис (744—749)
- Аистулф (749—756)
- Дезидерије (756—774)

## Франачки краљеви
Пипин II од Италије је био трећи син Карла Великог и крунисан је 781. као краљ Италије. Владао је Северном Италијом, док је Централном Италијом владала Папска држава.
- Пипин II од Италије (781—810)
- Бернар од Италије (810—818)
- Лотар I (818—839)
- Лудовик II (цар Светог римског царства) (839—875) - његов отац Лотар I је стварно владао до 855.
- Карло Ћелави (875—877)
- Карломан Баварски (877—879)
- Карло Дебели (879—888)

Између 888. и 961. обично би било неколико претендената на престо, а некад и неколико крунисаних.
- Беренгар Фурлански (888—924); цар (915—924)
- Гвидо Сполето (889—894) ривалски краљ; цар (891—894)
- Ламберт Сполето (894—898) ривалски краљ; цар (894—898)
- Арнулф Карантински (896—899) ривалски цар
- Луј III Слепи (900—905) ривалски краљ; цар (901—905)
- Рудолф II Бургундијски (922—933) ривалски краљ
- Иго Арлски (924—947)
- Лотар II Арлски (947—950)
- Беренгер Иврејски (950—961) (номинално поткраљ под Отоном I након 953)

## Краљеви под Светим римским царством
- Отон I, цар Светог римског царства (962—973)
- Ардуин Иврејски (1002—1014)

Од 962. до 1806. краљевство Италија је било потчињено Светом римском царству, тако да су цареви Светог римског царства били и краљеви Италије. Једини независни претендент на том трону је био Ардуин Иврејски. После владавине Фридриха Барбаросе (1152—1190) царску власт у Италији почињу угрожавати градови, тако да су цареви од тада морали базирати своју власт на сарадњи са тим државама.

## Наполеонска ера
- Наполеон I Бонапарта (1805—1814) је крунисан Гвозденом круном Ломбардије, знаком краљева Италије